# Huub Smit
 (octobre 2018).
Si vous disposez d'ouvrages ou d'articles de référence ou si vous connaissez des sites web de qualité traitant du thème abordé ici, merci de compléter l'article en donnant les références utiles à sa vérifiabilité et en les liant à la section « Notes et références ».
Pour les articles homonymes, voir Smit.
Huub Smit, né le 16 juillet 1978 à Eindhoven, est un acteur néerlandais.

## Filmographie

### Téléfilms
- 2007-2011 : New Kids : Richard Batsbak
- 2010 : De Lucha Boys : Max
- 2010 : New Kids Turbo de Steffen Haars et Flip van der Kuil : Richard Batsbak[2]
- 2011 : New Kids Nitro (nl) de Steffen Haars et Flip van der Kuil : Richard Batsbak[3]
- 2011-2012 : Van God Los (nl) : deux rôles, Rood petje et Eddy de Waas
- 2013 : Wolf (en) de Jim Taihuttu[4]
- 2013 : Bros Before Hos de Steffen Haars et Flip van der Kuil : Jordy[5]
- 2015 : Popoz (nl) de Martijn Smits et Erwin van den Eshof : Ivo[6]
- 2014 : Smeris : Leon Duinkerk
- 2015 : Dames 4 : Geert
- 2015 : Penoza: Heroïne dealer
- 2015 : Hallo bungalow (nl) de Anne de Clercq : Boon[7]
- 2015 : Gips (nl) de Jeroen Houben : Le père[8]
- 2016 : Riphagen de Pieter Kuijpers : Toon Kuijper[9]
- 2016 : The Fury d'André van Duren
- 2016 : Toon  : Stef
- 2016 : Second Date : Patrick de Waal
- 2016 : Dokter Tinus : Clemens de Winter
- 2016 : Sinterklaasjournaal : Politieagent bij het Pietenhuis
- 2017 : Ron Goossens, Low Budget Stuntman (nl) de Steffen Haars et Flip van der Kuil : Hans[10]
- 2017 : Suspects : Stan Vermeulen
- 2017 : De mannentester : Donny
- 2017 : Ghost Corp : T-Jizz
- 2017 : Quiet Nights Again : Shrink
- 2018 : Taal is zeg maar echt mijn ding  : Wegwerker
- 2018 : Mannen van Mars : Peter
- 2023 : Le Mauvais Camp : la série : Dennis de Vries